# 松江だんだんプロレス
松江だんだんプロレス（まつえだんだんプロレス）は、島根県松江市を中心に活動している社会人プロレス団体。

## 概要
総合格闘技団体「YAMATO」を母体として派生した社会人プロレス団体。勝ち負けではなく観客を感動させて、そして困難に立ち向かう強い心や明日に向かって生きる勇気を与え続けていくことを目指している。プロレスを通じた地域活性化を進んで行っている。

## 歴史

### 2010年
2010年5月、代表の白石明寛を中心として活動している総合格闘技団体「YAMATO」の一部として活動を始めた。2011年までは自主興行はほとんどなく、総合格闘技イベントでの中での提供試合や他県の社会人プロレス団体への参戦しかなかったが徐々にお祭りやイベントなどにも呼ばれるようになった。

### 2011年
2011年5月15日、松江城大会が旗揚げ戦となった。この大会はBSSの取材を受け、KEIGOが主演の簡単なドキュメンタリー調の映像作品となった。旗揚げ戦ではOPG（俺たちプロレス軍団）が相手となり、KEIGO、千鳥、ダイナマイト門脇、伊勢宮ジロー、クラッシャー村松、ミステリコ・ヤマトがデビューした。のちに鳥取だらずプロレス所属となるガイナタイガーもこの大会でデビュー、勝利している。
5月21日、「奥出雲プロレスフェスタ」を開催。サウザー、レイパロマ、魁（ダブプロレス）、ぐらん・ハニワ、聖Koon（なら万葉プロレス）、グルクンダイバー（沖縄プロレス）、SUSUMU（レッスルゲート）、カブキキッド（CZW）ブルアーマーTAKUYA（BRS）神威（プロレスリングFREEDOMS）やフリーのアップルみゆき、華名、乱丸などそうそうたるメンツの中で松江だんだんプロレスレスラーたちも健闘を見せ、興行は大成功に終わった。
7月31日、米子がいな祭でマツエ・デラックスがデビュー。この日のメインイベントではのちに鳥取だらずプロレスを旗揚げするGが山陰デビュー。OPGのグレートムタイガー、ミステリコ・ヤマトと熱戦を繰り広げた。またこの時の実況はこーちけ（木谷康祐）、橋本康平であった。
8月27日、鳥取県八頭で藤原卓也選手の主催する「やず☆わったいなプロレス」に参戦。8月28日はOPG児島大会に参戦。9月24日は米子映画事変大会このとき観客として見に来ていたのがのちのDAISEN（鳥取だらずプロレス）でありミステリコヤマトにスカウトされていた。10月2日はイオン日吉津大会で大日本プロレスの石川晋也、河上隆一、ダブプロレスの魁が参戦しており、大日本プロレスの大会PRを行った。このころから大日本プロレスとの関係が密になってくる。また同大会で珍獣サンダーライガーが山陰デビューしている。
10月9日、東出雲ざいごフェスティバル。朝日町イチローとして小橋英明（現鳥取だらずプロレス）がGとのシングルマッチをしている。またこの大会でワイルドハヤブサとして現鳥取だらずプロレスのラウザが山陰デビューしている。

### 2012年
2月17日、大日本プロレスのアブドーラ小林選手が参戦。てんまやホールでの初のプロレス興行となった。メインはガイナタイガーとアブドーラ小林組が勝利した。またこの映像がBSSのニュースに流れた。この時からてんまやホールがよく使用されるようになる。（屋根付き小規模のホールが山陰では少ないため）
4月29日、鳥取だらずプロレス旗揚げ戦ではグレートカグラがデビュー。メインイベントではSWA認定山陰統一選手権試合が行われ、ミステリコ・ヤマトと鳥取だらずプロレスのGが戦ったが、惜しくも敗れた。5月26日には松江生協リハビリ病院での初の大会が開かれ、八重垣ニンジャー、ブラックヲロチ、ラフカディオHANがデビューした。6月10日の米子コンベンションセンターでの「バラカク」では大日本プロレスの関本大介とミステリコ・ヤマトと不昧Koouがタッグを組み勝利している。またこの大会はキックボクシングの武尊選手もエキシビジョンマッチで参加している。
8月18日、皆生海浜公園における皆生サマー☆ンガフェスティバルにてSWA認定山陰統一選手権にKEIGOが挑戦。ぎりぎりまでＧを追い詰めたが、ベルトの奪取はできなかった。
9月29日、みずうみいきいき祭りではALLマイティ井上がデビュー。10月14日の東出雲ざいごフェスティバルではマツエ・デラックスがSWA山陰統一選手権に挑戦するも丸めこまれて敗北。時期挑戦者にクラッシャー村松が名乗りを上げた（この対戦は2013年まで実現しない）。
10月28日、「さんいん架夢歌夢フェスタ」松江スティックビル大会が行われ、メインイベントではミステリコヤマトがＧからピンフォールを奪っている。11月4日にはグレートカグラプロデュースによる吉賀町きん祭みん祭大会が開催。グレートカグラが凱旋興行でメインを締めた。

### 2013年
2月24日、鳥取だらずプロレスてんまやホール大会においてSWA認定山陰統一タッグ選手権試合決定トーナメントが行われ、松江だんだんプロレスから出場のALLマイティ井上、伊勢宮ジロー組、ミステリコ・ヤマト、グレートカグラ組どちらも初戦敗退した。
3月20日、鳥取県立米子産業体育館にて松江だんだんプロレス・鳥取だらずプロレス・大日本プロレス合同興行【３D】が行われ大川啓がデビュー、SWA認定山陰統一タッグ選手権試合決定戦でガイナタイガー、木谷康祐組（鳥取だらずプロレス）が勝利、初代チャンピオンとなった。5月6日は日本酒イベントENZUI★GIRI大会 2013大会、5月25日松江生協リハ　ふれあい大会が行われた。
7月20日、天神ビアガーデンでは1年越しのSWA認定山陰統一選手権試合が行われクラッシャー村松がＧを下し、第2代SWA認定山陰統一選手権者となった。8月10日平田まつり　ふらた・だんだんプロレス大会では大日本プロレスの岡林裕二、石川晋也が参戦した。
9月22日、3団体合同興行　【3D in 松江】が松江くにびきメッセで行われた。この大会でざ・じょうむがデビュー。そして山陰統一タッグがDAISEN、マツエデラックス組に。10月13日は東出雲町ざいごフェスティバル大会。10月19日東出雲町アイパルテ　やま桃通り秋の夜祭り大会のメインイベントではマツエデラックスとALLマイティ井上のシングルマッチが行われた。11月には山口県岩国市錦町　錦ふるさと祭り大会に参戦。
11月24日、安来市立病院まつり大会でSWA認定山陰統一選手権試合が行われクラッシャー村松が初防衛に失敗。第3代SWA認定山陰統一王者は鳥取だらずプロレスの木谷康祐となった。12月15日倉吉パープルタウンのダラズマニアではミステリコヤマトが黒×金のマスクで登場。ヒールターンかと思わせたが、その後は何もなかった。

### 2014年
2月9日、鳥取だらずプロレス天満屋ホール大会でざ・じょうむが巨大化した。（試合映像をご覧ください）4月20日は「イノウエボンバイエ」と題しALLマイティ井上選手の凱旋興行として広瀬町体育館にて有料興行が行われた。藤波辰巳、ヒロ斎藤も参戦し大きく話題となった。またこの時グレートカグラ率いる「TEAM JOKER」（チームジョーカー）が発足した。5月3日、安来刃物まつり大会。5月21日松江生協リハビリテーション病院ふれあい大会。いずれも八重垣ニンジャー選手が参戦。6月14日には第2回奥出雲プロレスフェスタ。7月26日平田まつり大会ではアイスリボンの提供マッチが行われた。8月30日には天神ビアガーデン。10月25日にはヤマモモ祭り大会が行われた。
12月21日と23日、KAIENTAI DOJOとの合同興行CLUBK-TOUR島根が開催され、くにびきメッセ、出雲市体育館にて開催された。

### 2015年
1月31日、松江だんだんプロレス主催イベントとしてスサノオカフェ内にリングを設営、松江だんだんプロレスpresents「スサノオカフェプロレス 〜TAKAみちのくが冬の松江にやってくる!〜」が開催された。島根県のプロバスケットチーム、スサノオマジック公認のスポーツバーである。試合はOPG（岡山）の提供試合もあり、岡山勢とTEAM JOKERが結束するという不明な展開となり、2月22日のOPG岡山武道館大会に勝負は持ち越された形となった。

## タイトル

### SWA
SWA（山陰レスリング同盟）が認定している松江だんだんプロレスと鳥取だらずプロレスの統一王座。SWAは山陰のプロレス好きが結成したプロレスを応援している団体。
- SWA認定山陰統一王座

1. G（鳥取だらずプロレス）
2. クラッシャー村松
3. 木谷康祐（鳥取だらずプロレス）
4. ラウザ（鳥取だらずプロレス）
5. マツエ・デラックス
6. G（鳥取だらずプロレス）
7. 木谷康祐（鳥取だらずプロレス）
8. セーフティこうき（鳥取だらずプロレス）
9. COW佐伯（鳥取だらずプロレス）
10. 矢野俊治（鳥取だらずプロレス）

- SWA認定山陰統一タッグ王座

1. 木谷康祐（鳥取だらずプロレス）&ガイナタイガー（鳥取だらずプロレス）
2. マツエ・デラックス&DAISEN（鳥取だらずプロレス）
3. 矢野俊治（鳥取だらずプロレス）&山口謙吾（鳥取だらずプロレス）
4. DAISUKE&バルドル（鳥取だらずプロレス）
5. ALLマイティ井上&マツエ・デラックス
6. グレートカグラ&GIANTJOCKER
7. ALLマイティ井上&ダイナマイト☆カドワキ
8. COW佐伯（鳥取だらずプロレス）&木谷康祐（鳥取だらずプロレス）
9. ALLマイティ井上&ダイナマイト☆カドワキ
10. ラウザ（鳥取だらずプロレス）&セーフティこうき（鳥取だらずプロレス）
11. 矢野俊治（鳥取だらずプロレス）&山口健吾（鳥取だらずプロレス）
12. ガイナタイガー（鳥取だらずプロレス）&レイ・ファルコン（鳥取だらずプロレス）
13. マツエ・デラックス&kozzy（鳥取だらずプロレス）

## 所属選手
正規軍
- ミステリコ・ヤマト
- クラッシャー村松
- 伊勢宮ジロー
- KEIGO
- マツエ・デラックス
- ALLマイティ井上
- ダイナマイト☆カドワキ
- スサノオKID
- 嫁島健太郎
- 宇津宮卓也

Team Joker
イノウエボンバイエより登場したヒールユニット。トランプのジョーカーのような死神がトレードマーク。
- グレートカグラ
- 千鳥
- エル・オキ・デル・ウサギ
- ジャイアントジョーカー

## スタッフ

### レフェリー
- ジョー石橋
- 鎌田京平

## 山陰プロレス大賞
山陰レスリング同盟認定山陰プロレス大賞選定基準
1. 山陰で開催された興行で功績のあった者を表彰することにより山陰でプロレスの発展に寄与することを目的とする。
2. 賞の種類は次のとおりとする。1：最優秀選手賞、2：最優秀タッグ賞、3：新人賞、4：年間最高試合賞、5：特別賞、6：その他。前項第1号から第3号に規定する賞については山陰に本拠地を置くプロレス団体の所属選手から選出する。第1項第4号に規定する年間最高試合賞は山陰で行なわれた試合の中から選出する。また、その試合には山陰に本拠地を置くプロレス団体の所属選手が1名以上参加していなければならない。 第1項第5号に規定する特別賞は山陰でのプロレスの発展に寄与したプロレス団体と個人を選出して表彰する。第1項第6号に規定する、その他の賞は山陰レスリング同盟メンバーの協議により必要に応じて制定する。
3. 前条第1項に規定する各賞の選考は山陰レスリング同盟メンバー の協議により決定する。選考の結果は賞に値する該当者がいない場合は該当者なしとする。
4. この基準を変更もしくは、この基準に無い事項の決定等については山陰レスリング同盟メンバーの協議により変更する。

2012年
- 最優秀選手賞 : G（鳥取だらずプロレス）
- 最優秀タッグ賞 : 木谷康祐（鳥取だらずプロレス）&ガイナタイガー（鳥取だらずプロレス）
- 新人賞 : ミステリコJr.
- 年間最高試合賞 : 2012年4月29日 ミステリコ・ヤマト（松江だんだんプロレス） vs G（鳥取だらずプロレス）
- 特別賞 : 日高郁人（プロレスリングZERO1）[1]

2013年
- 最優秀選手賞 : ALLマイティ井上
- 最優秀タッグ賞 : マツエ・デラックス&DAISEN（鳥取だらずプロレス）
- 新人賞 : DAISUKE（鳥取だらずプロレス）
- 年間最高試合賞 : 2013年5月5日 珍獣サンダー・ライガー（鳥取だらずプロレス） vs G（鳥取だらずプロレス）
- 特別賞 : ザ・じょうむ[2]、朝倉潤（鳥取だらずプロレス）[3]

2014年
- 最優秀選手賞 : 木谷康祐（鳥取だらずプロレス）
- 最優秀タッグ賞 : 矢野俊治（鳥取だらずプロレス）&山口謙吾（鳥取だらずプロレス）
- 新人賞　マツモトカズマサ（鳥取だらずプロレス）
- 年間最高試合賞 : 2014年11月2日 珍獣サンダー・ライガー（鳥取だらずプロレス） vs G（鳥取だらずプロレス）
- 特別賞 : ALLマイティ井上、グレートカグラ、スサノオキッド[4]

2015年
- 最優秀選手賞 : マツエ・デラックス
- 最優秀タッグ賞 : 藤原卓也（鳥取だらずプロレス）&ガイナタイガー（鳥取だらずプロレス）
- 新人賞 : COW佐伯（鳥取だらずプロレス）
- 年間最高試合賞 : 2015年12月8日 マツエ・デラックス vs クラッシャー村松
- 特別賞 : 児玉千鶴（中華料理「白龍」）[5]

2016年
- 最優秀選手賞 : マツエ・デラックス
- 最優秀タッグ賞 : ラウザ（鳥取だらずプロレス）&セーフティこうき（鳥取だらずプロレス）
- 新人賞 : 原口知弥（鳥取だらずプロレス）
- 年間最高試合賞 : 2016年12月4日 マツエ・デラックス vs 因幡のバッファロー（MAKAI、いたばしプロレスリング、鳥取だらずプロレス兼任所属）
- 特別賞 : 宇津宮卓也[6]

2017年
- 最優秀選手賞 : ガイナタイガー（鳥取だらずプロレス）
- 最優秀タッグ賞 : レイ・ファルコン（鳥取だらずプロレス）&ガイナタイガー（鳥取だらずプロレス）
- 新人賞 : 該当者なし
- 年間最高試合賞 : 2017年12月24日 COW佐伯（鳥取だらずプロレス） vs セーフティこうき（鳥取だらずプロレス）
- 特別賞 : 珍獣サンダー・ライガー（鳥取だらずプロレス）[7]